# 北海道道1075号新得停车场线

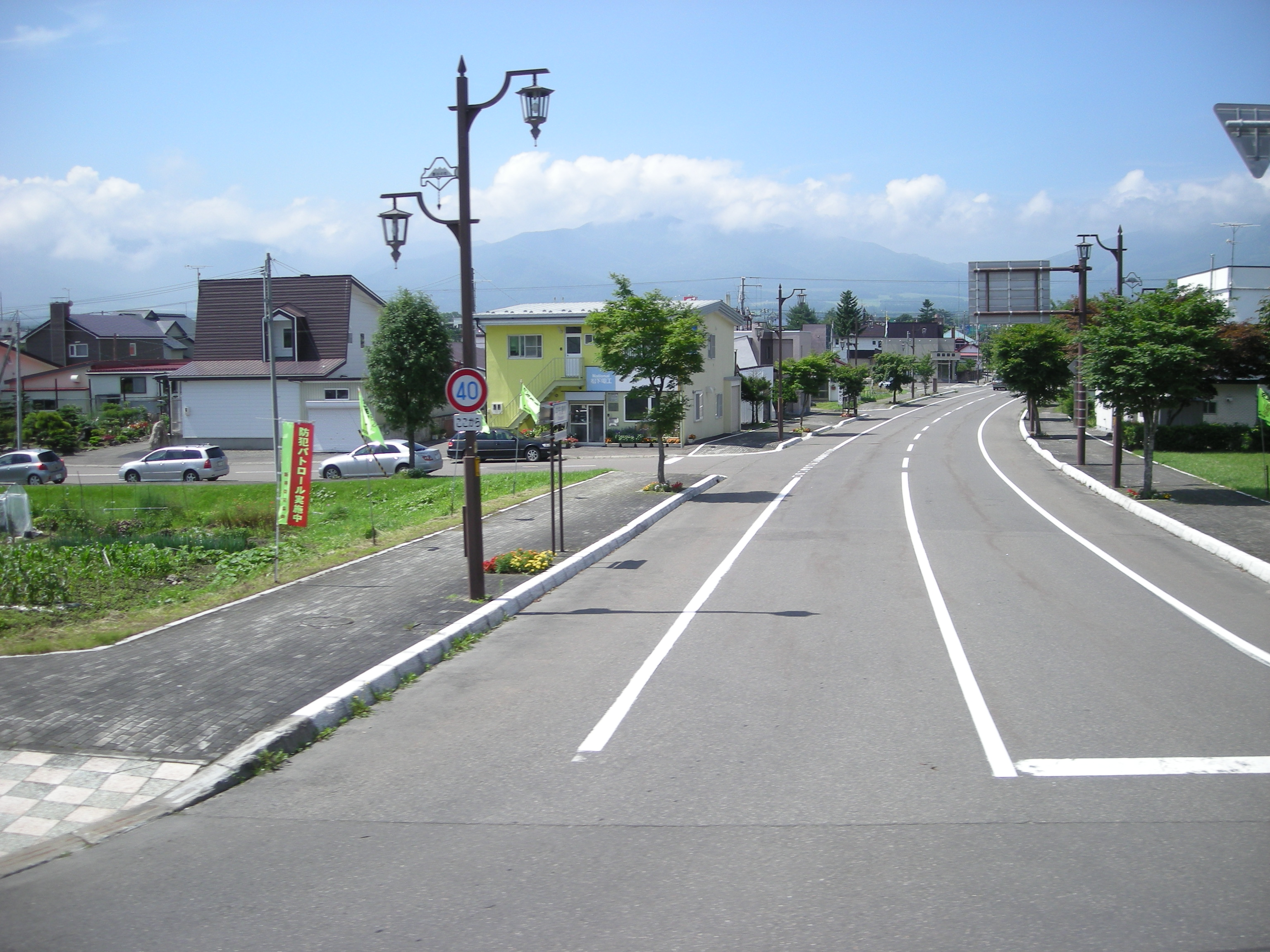
終點 （手前側）的景观（2009年8月1日撮影）

北海道道1075号新得停車場線（日语：北海道道1075号新得停車場線）是一条位于北海道十胜综合振兴局管内上川郡新得町的普通道级道路（北海道道）。

## 道路概况
- 起点：北海道上川郡新得町本通（JR北海道 新得站）
- 終点：北海道上川郡新得町四条
- 总距离：0.4千米

## 经过的自治体
- 十胜综合振兴局
  - 上川郡新得町

## 主要连接道路
- 国道38号（终点）

## 历史
- 1987年（昭和62年）3月31日 - 路線勘定（北海道告示第372号）